# Ишваргандж
Ишваргандж (бенг. ঈশ্বরগঞ্জ, англ. Ishwarganj) — город на севере Бангладеш, административный центр одноимённого подокруга. Площадь города равна 13,02 км². По данным переписи 2001 года, в городе проживало 25 108 человек, из которых мужчины составляли 51,75 %, женщины — соответственно 48,25 %. Плотность населения равнялась 1928 чел. на 1 км². Уровень грамотности населения составлял 41,2 % (при среднем по Бангладеш показателе 43,1 %). 